# La Bastida
La Bastida település Spanyolországban, Salamanca tartományban. La Bastida La Rinconada de la Sierra, Navarredonda de la Rinconada, San Miguel de Valero, Valero, Cilleros de la Bastida, Cereceda de la Sierra és Aldeanueva de la Sierra községekkel határos. Lakosainak száma 26 fő (2024).

## Népesség
A település népessége az elmúlt években az alábbi módon változott:
| Lakosok száma | 38   | 35   | 30   | 35   | 30   | 27   | 27   | 28   | 31   | 26   |
|               | 2001 | 2004 | 2007 | 2009 | 2012 | 2014 | 2017 | 2019 | 2022 | 2024 |